# ブレイン・イニシアチブ

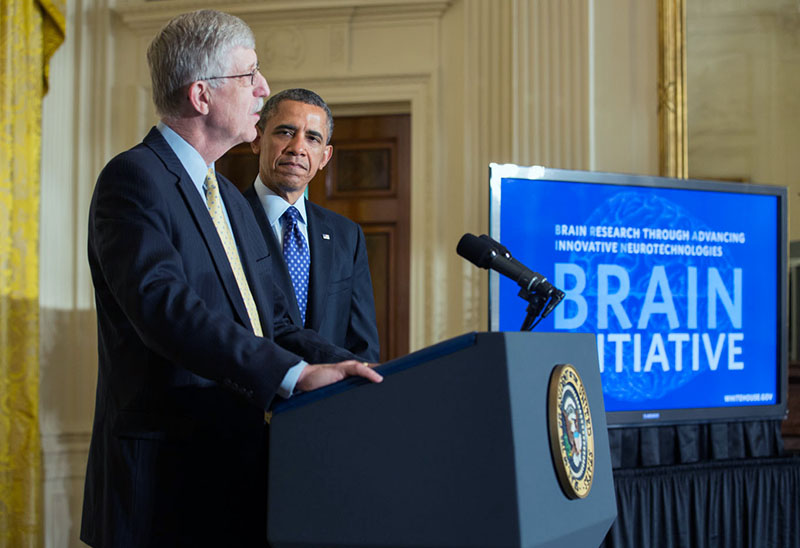
計画を発表するオバマ大統領

ブレイン・イニシアチブ（またはブレイン・イニシアティブ、英: BRAIN Initiative、Brain Research through Advancing Innovative Neurotechnologies)は、脳の構造～機能～情報処理機構の全容解明をするために、アメリカ合衆国が発足した大規模脳研究計画     。 
このプロジェクトは”脳の理解に革命”を起こすことに焦点を当てた国家プロジェクトであり、ホワイトハウス科学技術政策局（OSTP）により運営される。  BRAINは、研究者がアルツハイマー病やパーキンソン病、うつ病、外傷性脳損傷、自閉症、神経膠腫(脳腫瘍)、ウイルス性脳炎、急性壊死性出血性脳症、てんかん発作、大脳白質病変、閉じ込め症候群などの脳障害の謎を解明する手助けをすることを目的としている。また、学習や知性,意識を実現する神経系の仕組みを理論的に解明する。
BRAINの参加者には DARPAのような政府機関のほか、米国の民間企業および大学などが含まれ 、かつてアメリカ合衆国が進めていた大型科学計画(マンハッタン計画,アポロ計画,ヒトゲノム計画)に匹敵する規模の国家戦略科学計画となる。 
計画の発案者はカブリ財団と言われている。
オバマ政権の時代、2013年4月にバラク・オバマ大統領が計画発足の旨を記した大統領令に署名して以降、正式に計画がスタートしている。
代表機関および研究戦略本部は米国立衛生研究所(NIH)である。この計画の統括責任者は2020年現在、John Ngai(ジョン・ガイ)博士である。

## 脳研究の必要性と意義
欧州、北米、日本といった先進諸国では、今後深刻な高齢化社会を迎えると予測されている。それに伴い認知症の罹患者増加が見込まれる。加えて近年では、精神疾患患者の増加が先進国において顕著である。
認知症や精神疾患といった脳疾患の治療には脳に関しての深い理解が必要でありながら、現代の科学・医学では脳の詳細な解剖学的、認知科学的知見が足りていない。ヒト脳に限らず、昆虫や動物の脳も非常に複雑な構造物となっている。そのため、研究が非常に困難である。神経科学者でアレン脳科学研究所のチーフサイエンティストであるクリストフ・コッホは、「脳は既知の宇宙で最も複雑な物体」と発言している。
非常に複雑な構造であるが故に、人間や動物の精神機能は理解が難しく、精神疾患に陥った際に治療が難しいことがある。こういった問題に打開策を提示するため、国を挙げた脳研究が必要になってくる。
しかし脳は生物の長い歴史の中で、目の誕生と共に最も革新的な発明であることに変わりはなく、生物そのものの生き方、世界の攻略方法を変えてきた。こういった構造物を人間の手で逆工学(リバースエンジニアリング)することで、かつて人間が生み出してきた破壊的イノベーションを超えるようなものを創造できる可能性がある。
近年、複数のハイテク企業、特にIT企業が人工知能(AI)といった技術の開発に投資している。特に脳型の人工知能の開発には、人間を始めとした生物の神経科学的知見が必要となる。脳を詳しく研究することで、人工知能開発に応用できる可能性がある。

## 計画発表までの経緯
2011年9月、イギリス ロンドンの郊外に拠点を置く「カブリ財団王立協会国際センター」で「Opportunities at the Interface of Neuroscience and Nanoscience」と題されたシンポジウムが開かれ、そこに13人の神経科学者と14人のナノテクノロジー研究者が集められた。
そこでは脳における神経回路マップ作製の必要性や、ナノサイエンスに革新を起こす必要性が議論された。
その後、2012年から2013年までにビルダーバーグ会議等の場で米国政府やホワイトハウス科学技術政策局(OSTP)などのメンバーが、政府主導のプロジェクトを発足する可能性について提案された。
2013年3月、「The Brain Activity Map Project」という計画の報告書をまとめた。この報告書の作成にはカブリ財団、ギャツビー慈善財団、米国立衛生研究所(NIH)、DARPA、NSF、アレン脳科学研究所が関わった。
2013年4月2日、バラク・オバマ大統領が「BRAIN Initiative」をホワイトハウスで正式発表。

## 研究の方向性
NIHが2014年に取りまとめた「BRAIN 2025」に提示された優先的目標としては以下のものがある。
1. 各種脳細胞の機能的な分類、神経伝達物質や受容体の化学的性質を同定
2. シナプス＆ニューロン(ミクロ)単位から脳部位単位、脳全体(マクロ)までの神経回路地図を様々な解像度で作製
3. 全神経活動の大規模モニタリング法の開発　発火パターン及び脳全体の情報伝達相互作用の追跡  電気生理学的データの蓄積
4. 神経回路に対する精密な介入ツールを用いた脳活動計測と行動、精神状態、認知活動との関連づけ
5. 得られたデータの蓄積技術＆分析技術の開発　新しい神経動作理論の構築
6. 神経疾患を治療するための革新的な技術の開発とヒト脳ネットワークの解明
7. ニューロン、接続特性を格納している遺伝子発現情報を収集　および、神経成長に関わる異常タンパク質の解明

米国では、霊長類脳の研究が比較的困難であり、その証拠として中枢神経薬、特に精神疾患に対する創薬等が消極的という状況にある。そのため、日本の理化学研究所が主導する「革新的技術による脳機能ネットワークの全容解明プロジェクト(Brain/MINDS)」などといったプロジェクトと国際連携することで、ヒト脳の研究を進めることができる。
その他、欧州連合が進めるヒューマンブレインプロジェクト(Human Brain Project)ととも研究成果を相互利用、連携していく。
ブレイン・イニシアチブでは、脳そのものの研究のほか、脳への情報入出力を補助する「ブレインマシーンインターフェース(BMI)」の研究開発も進める。

### 研究の対象
- 線虫の脳 (C. elegans)
- 昆虫の脳 (ショウジョウバエ,ミバエ等)
- 魚類の脳 (ゼブラフィッシュ等)
- 鳥類～哺乳類の脳 (キンカチョウ,マウス,サル,ヒト等)

### BRAIN Initiativeの研究開発ロードマップとタイムライン
〈フェーズ1〉2016～2020年：「革新的な脳介入ツールの開発」
〈フェーズ2〉2021～2025年：「新ツールを使用した本格的研究とデータ収集」

## 参加機関

### 連邦政府
- アメリカ国立衛生研究所(NIH)
- アメリカ国防総省 国防高等研究計画局(DARPA)
- アメリカ国立科学財団(NSF)
- アメリカ国家情報局  情報高等研究開発活動(IARPA)
- アメリカ食品医薬品局(FDA)
- アメリカエネルギー省(DOE)
  - アルゴンヌ国立研究所
  - ローレンスリバモア国立研究所

### 財団
- カブリ財団
- サイモンズ財団

### 非営利研究機関
- アレン脳科学研究所
- ハワードヒューズ医学研究所／Janelia
- ソーク研究所

### 大学
- ボストン大学／システム神経科学センター
- カーネギーメロン大学
- アリゾナ大学
- カリフォルニア大学
- ピッツバーグ大学
- テキサス大学
- ユタ大学
- マサチューセッツ工科大学／脳＆認知科学科
- ハーバード大学医学大学院
- カリフォルニア工科大学 計算論的神経科学 神経工学部
- ジョージア大学 皮質アーキテクチャ 脳イメージング研究所
- プリンストン大学
- シカゴ大学 Kasthuri 研究室
- ロックフェラー大学 神経生物学研究所

### 民間企業
- ゼネラルエレクトリック
- グーグル
- グラクソスミスクライン
- インスコピクス(Inscopix)
- シーメンス

## 脳研究の倫理と脳オルガノイド
神経科学者や研究者は、しばしば神経発火や接続の関係性を調べる際、iPS細胞等の人工多能性幹細胞を利用した「脳オルガノイド」を作成し、電気刺激等の手法で回路の挙動を調べることがある。その際、そのオルガノイドがヒト脳であるかマウス脳であるかに関わらず、ある一定の神経パターンと情報処理および化学反応をしていた場合、痛みや苦痛といった意識体験を有している可能性がある。遺伝子操作によって神経障害に罹患したマウスを作成することもできる。
そういった場合、人間が実験によって脳オルガノイドや実験動物に対する電気刺激を強くしても問題ないか？、そもそもヒト脳の人工細胞を作り出しても良いか？といった倫理的な問題が生じると主張する研究者もいる。全脳シミュレーションを行う場合も、同じような倫理的な問題が生じる。その他、サルの脳を構成する遺伝子に、CRISPR/Cas9やアデノ随伴ウイルスベクター等の技術を使ってヒト脳を構成する遺伝子の一部を挿入することも倫理的に問題視されている。ヒト脳オルガノイドをマウス脳に移植するような実験はすでに行われている。
また、脳活動を読み取って思考内容をデコーディングするような技術もプライバシー等の倫理的問題に接触する。電気刺激等によってヒトの脳活動を操作し、行動や感情を第三者が操作するようなことも重大な倫理違反となる。